# Llandudno Junction
Llandudno Junction (in gallese: Cyffordd Llandudno) è una cittadina circa 12.000 abitanti del Galles nord-orientale, facente parte del distretto di contea di Conwy e situata lungo l'estuario del fiume Conwy.

## Geografia fisica
Llandudno Junction si trova tra Llandudno e Conwy (rispettivamente a sud della prima e ad est della seconda).

## Società

### Evoluzione demografica
Al censimento del 2011, Llandudno Junction contava una popolazione pari a 10.658 abitanti.
La località ha conosciuto quindi un incremento demografico rispetto al 2001, quando contava una popolazione pari a 10.128 abitanti. Il dato è in ulteriore aumento: la popolazione stimata per il 2015 è di circa 12.405 abitanti.

## Sport
- La squadra di calcio locale è il Llandudno Junction Football Club[3]